# Litteraturåret 1851

## Händelser
- 10 januari – Den norske bokhandlerforening grundas.[1]
- 14 november – Herman Melvilles roman Moby Dick publiceras i sin helhet, i en volym, för första gången.

## Nya böcker

### A – G
- Fältskärns berättelser (Alla berättelserna publicerades först i Helsingfors tidningar 1851–66 och utgavs i bokform 1853–67) av Zacharias Topelius
- Förmyndaren av Emilie Flygare-Carlén
- Gluntarne av Gunnar Wennerberg

### O – U
- Sonen av Söder och Nord av August Blanche

## Födda
- 25 januari – Arne Garborg (död 1924), norsk författare.
- 3 februari – Ernst Lundquist (död 1938), svensk dramatiker och översättare.
- 4 mars – Alexandros Papadiamantis (död 1911), grekisk författare.
- 9 april – Thor Lange (död 1915), dansk författare.
- 20 april – Eduardo Acevedo Díaz (död 1924), uruguayansk författare och politiker.
- 1 maj – Laza Lazarević (död 1891), serbisk författare och läkare.
- 11 juni – Mary Augusta Ward (död 1920), brittisk författare.
- 10 augusti – Frigga Carlberg (död 1925), svensk kvinnoaktivist och författare.
- 18 september – Hugo Badalić (död 1900), kroatisk författare.
- 8 november (20 november g.s.) – Michail Albov (död 1911), rysk romanförfattare.
- 18 november – Anton Bettelheim (död 1930), tysk litteraturkritiker.
- 4 december – Karin Adlersparre (död 1895), svensk poet.

## Avlidna
- 1 februari – Mary Shelley, 53, brittisk författare.
- 23 februari – Joanna Baillie, 88, skotsk poet och dramatiker.
- 23 maj – Richard Lalor Sheil, 59, irländsk dramatiker och journalist.
- 13 september – Oskar Ludwig Bernhard Wolff, 52, tysk författare.
- 14 september – James Fenimore Cooper, 61, amerikansk författare.
- 21 september – Viktor Rydberg, 66, svensk författare och journalist.
- 19 december – Henry Luttrell, ca 86, engelsk poet.
- 23 december – Giovanni Berchet, 68, italiensk skald.
- okänt datum – Abigail Mott, amerikansk författare.

### Fotnoter
1. ↑  ”Den norske bokhandlerforening”. Arkiverad från originalet den 1 mars 2010. https://web.archive.org/web/20100301133815/http://www.bokhandlerforeningen.no/Om_DNB/158. Läst 14 april 2011.